# Nino Choertsidze
Nino Choertsidze (Georgisch: ნინო ხურციძე) (Tbilisi, 28 september 1975 – 22 april 2018) was een Georgisch schaakster. In 1993 werd ze grootmeester bij de vrouwen (WGM) en in 1999 Internationaal Meester (IM). Vijf keer was ze dameskampioen van Georgië, en in 1998 algemene kampioen.
Choertsidze, wonend in de Georgische hoofdstad Tbilisi, was aan de Staatsuniversiteit van Tbilisi afgestudeerd in de journalistiek.

## Schaakcarrière
- Nino Choertsidze won in 1991 in Guarapuava (Brazilië) het Wereldkampioenschap schaken voor jeugd in de categorie meisjes tot 16 jaar.[3]
- Ze won in 1992 in Hradec Králové het Europees schaakkampioenschap voor junioren in de categorie meisjes tot 20 jaar.
- In 1992 werd ze in Duisburg tweede bij de meisjes op het Wereldkampioenschap schaken voor jeugd (tot 18 jaar).
- In 1993 in Kozhikode en in 1995 in Halle won Nino Choertsidze het Wereldkampioenschap schaken junioren (tot 20 jaar) bij de meisjes. In 1994 in Matinhos werd ze tweede.
- In 1993 nam ze in Jakarta (Indonesië) deel aan het interzonetoernooi, in de cyclus voor het Wereldkampioenschap schaken voor vrouwen 1996.
- In 1995 nam ze in Chisinau (Moldavië) deel aan het interzonetoernooi, in de cyclus voor het Wereldkampioenschap schaken voor vrouwen 1999.
- In 1998 won ze in Rotterdam het vrouwenkampioenschap voor Hogescholen en Universiteiten, van de FISU.[4]
- Ze won in 1998 het algemene kampioenschap van Georgië en in 1989, 1993, 2005, 2006 en 2013 het dameskampioenschap van Georgië.
- In 2004 werd ze tweede, achter Jevgeni Sjaposjnikov in het open toernooi van Essen.[5]
- In 2005 was ze nummer 2 op de FIDE-ranglijst van Georgische vrouwelijke schakers, met de rating 2420.
- In 2006 won ze het internationale kampioenschap van Hongarije in Szeged.
- In 2012 nam Choertsidze deel aan de FIDE Grand Prix voor vrouwen in Jermoek (Armenië).[6]

Choertsidze nam deel aan het Wereldkampioenschap schaken voor vrouwen, gespeeld als knockout-toernooi, in 2000, 2001, 2004, 2006, 2008, 2012, 2015 en 2017. Haar beste resultaten behaalde ze in 2001 (Moskou): bereiken van de laatste 8, waar ze werd uitgeschakeld door de latere winnaar, Zhu Chen; in 2006 (Jekaterinenburg): bereiken laatste 8, waar ze verloor van Alisa Galljamova; en in 2017 (Teheran): bereiken laatste 16, waar ze verloor van Antoaneta Stefanova.
Ze woonde in Tbilisi en kreeg jarenland training van de Russische GM Konstantin Asejev.
In 2017 werd kanker bij Choertsidze vastgesteld, waaraan ze op 22 april 2018 overleed.

## Nationale teams

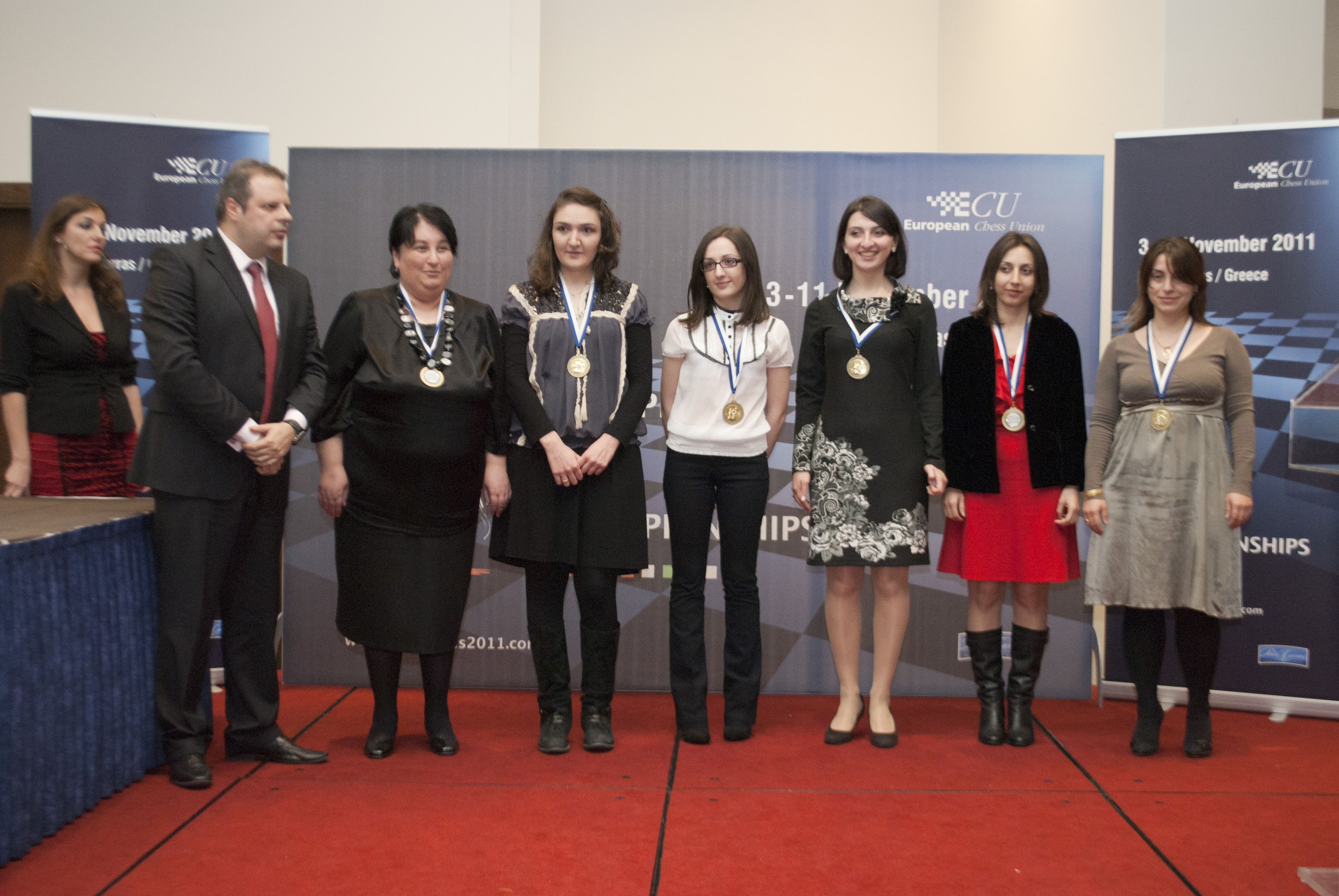
Met het nationale team werd Nino Choertsidze derde bij het EK landenteams in 2011.

Choertsidze speelde voor Georgië in de Schaakolympiade voor vrouwen in 1998, 2000, 2002, 2006 en 2012. Het meeste succes had ze in 2000: ze werd met het team tweede, had individueel het beste resultaat aan het derde bord en de derde Elo-performance van alle deelneemsters.
In 1997 nam ze met een Georgisch vrouwenteam deel aan het vierde WK landenteams, gehouden in Luzern (Zwitserland). Ze nam in 2007, 2011 en 2013 met het Georgische team deel aan het WK landenteams voor vrouwen, waarbij in 2011 het team als derde eindigde.
Ze nam deel aan het EK landenteams voor vrouwen in 1999, 2003, 2005, 2007, 2009, 2011 en 2013. Ze werd met het team tweede in 2005 en in 2009; ze haalde individueel in 2011 een zilveren medaille voor haar resultaat aan het vierde bord.

## Verenigingen
In Georgië speelde ze voor de schaakverenigingen Merani Tiflis, Samaia Tiflis en Rustawi (2014 en 2015). In Turkije speelde ze voor Denizli Erbakir SK, in Armenië voor Mika Jerewan, waarmee ze in 2005 Armeens kampioen werd. In Servië speelde ze eerst voor BAS Belgrad en later voor Agrouniversal Zemun. In Duitsland speelde ze voor OSG Baden-Baden, waarmee ze in 2003, 2004 en 2005 de Bundesliga voor vouwen won.
Ze won de European Club Cup voor vrouwen in 1996 met Merani Tiflis, in 2001 met Agrouniversal Zemun en in 2006 met Mika Jerewan. In 2006, in Fügen, verkreeg ze daarbij ook een individuele gouden medaille voor haar resultaat 6 pt. uit 7 partijen aan bord 3, met een Elo-performance van 2671. In totaal nam ze, met vijf verschillende teams, in de volgende jaren deel aan de European Club Cup voor vrouwen: 1996, 1999, 2001, 2005, 2006, 2007, 2008, 2009 en 2010.